# TMEM270
TMEM270 (англ. Transmembrane protein 270) – білок, який кодується однойменним геном, розташованим у людей на 7-й хромосомі. Довжина поліпептидного ланцюга білка становить 265 амінокислот, а молекулярна маса — 29 433.
| 10         |  | 20         |  | 30         |  | 40         |  | 50         |
| ---------- |  | ---------- |  | ---------- |  | ---------- |  | ---------- |
| MEALPPVRSS |  | LLGILLQVTR |  | LSVLLVQNRD |  | HLYNFLLLKI |  | NLFNHWVSGL |
| AQEARGSCNW |  | QAHLPLGAAA |  | CPLGQALWAG |  | LALIQVPVWL |  | VLQGPRLMWA |
| GMWGSTKGLG |  | LALLSAWEQL |  | GLSVAIWTDL |  | FLSCLHGLML |  | VALLLVVVTW |
| RVCQKSHCFR |  | LGRQLSKALQ |  | VNCVVRKLLV |  | QLRRLYWWVE |  | TMTALTSWHL |
| AYLITWTTCL |  | ASHLLQAAFE |  | HTTQLAEAQE |  | VEPQEVSGSS |  | LLPSLSASSD |
| SESGTVLPEQ |  | ETPRE      |  |            |  |            |  |            |

A: Аланін

C: Цистеїн

D: Аспарагінова кислота

E: Глутамінова кислота

F: Фенілаланін

G: Гліцин

H: Гістидин

I: Ізолейцин

K: Лізин

L: Лейцин

M: Метіонін

N: Аспарагін

P: Пролін

Q: Глутамін

R: Аргінін

S: Серин

T: Треонін

V: Валін

W: Триптофан

Задіяний у такому біологічному процесі, як альтернативний сплайсинг. 
Локалізований у мембрані.